# 丸子多麻呂
丸子 多麻呂（まるこ の おおまろ、生没年不詳）は、奈良時代の防人。姓は連。

## 概要
相模国鎌倉郡（現在の神奈川県鎌倉市）の上丁。天平勝宝7歳（755年）2月に防人として筑紫国に派遣される。同月7日に、相模国防人部領使守従五位下・藤原宿奈麻呂によって多麻呂の歌が中央に届けられ、それが『万葉集』に収録された。
『大日本人名辞書』は、丸子は「ワニコ」であり、和珥氏の祖である天足彦国押人命のひ孫・伊富都久命の末裔であるとしている。